# Adam Yauch

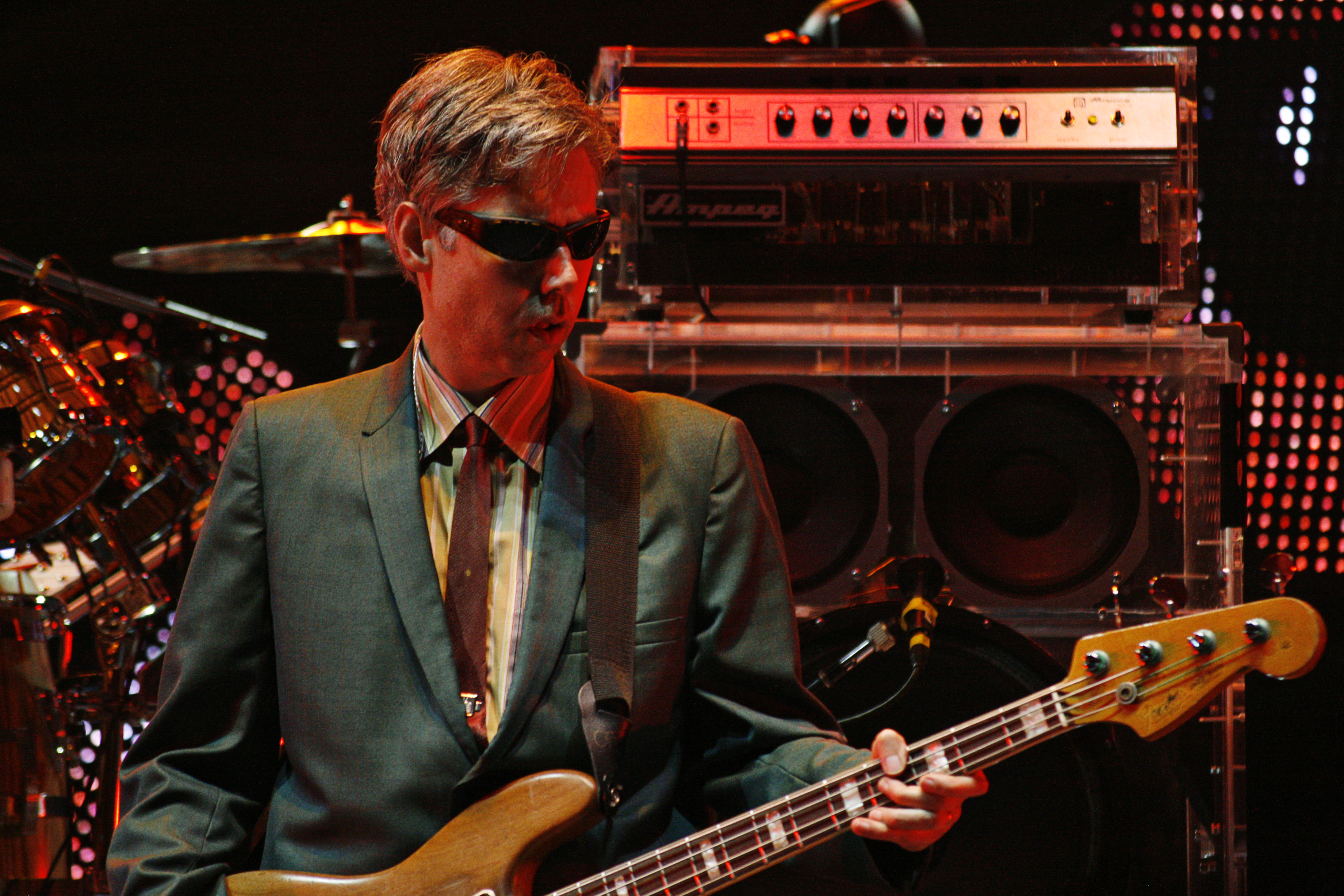
Yauch em 2007.

Adam Nathaniel Yauch, também conhecido pelo seu nome artístico, MCA, (Brooklyn, Nova York, 5 de agosto de 1964 — Brooklyn, Nova York, 4 de maio de 2012) foi um rapper, compositor e cineasta dos Estados Unidos, membro-fundador do grupo Beastie Boys.

## Morte
O músico morreu aos 47 anos, devido a complicações relacionadas com o câncer de que padecia.

Segundo comunicado no site oficial da banda, ele "se foi em sua terra natal, Nova York, nesta manhã, após quase três anos de batalha contra o câncer". Adam Nathaniel Yauch deixou a mulher Dechen, a filha Tenzin Losel e os pais Frances e Noel Yauch.